# Волки
Волките (Volcae; Volker; Welsche) са келтски древен народ. Населяват първо територията между Рейн и Майн и в Тюрингска гора. Изтласкани са от германите и се заселелват в Аквитания, асимилират иберийските и лигурски племена и стават значим галски народ.
Различават се
- Volcae Tectosages (или тектозаги); център Толоза, Франция
- Volcae Arecomices около Ним
- херкински Volcae

20.000 тектозаги идват 278 пр.н.е. като наемници на цар Никомед I от Витиния
в Мала Азия и се заселват в областта около днешна Анкара. Там започват да се наричат галати и образуват Галация.
Квинт Сервилий Цепион e проконсул на Галия през 105 пр.н.е. и заграбва богатството на волките в Толоза (лат.: „aurum Tolosanum“), за което е заточен в Смирна, Мала Азия.
Волки става по-късно главно историческо название, което включва и хелветите и боите.